# Cintia Dicker
Cintia Dicker, auch Cíntia Dicker (anhörenⓘ; * 6. Dezember 1986 in Campo Bom, Rio Grande do Sul), ist ein deutschbrasilianisches Model und Schauspielerin.

## Leben und Karriere
Zusammen mit ihrer jüngeren Schwester Leticia wuchs sie bei ihrer Mutter in Brasilien auf, ihr Vater war früh verstorben. Beide Eltern sind deutschstämmig.
2001 wurde sie in einem örtlichen Einkaufszentrum von einem Modelscout entdeckt. Dicker zierte Titelblätter diverser Magazine wie Elle, Madame Figaro und Vogue, hatte internationale Werbekampagnen, unter anderem für Ann Taylor, Benetton, H&M, L’Oréal und Yves Saint Laurent und lief auf vielen Modenschauen, beispielsweise für Anna Sui, Lanvin, Dolce & Gabbana, Gucci und Jean Paul Gaultier. Von 2009 bis 2013 wurde sie in der Sports Illustrated Swimsuit Issue abgebildet.
2005 hatte sie einen Auftritt als Model in der ersten Folge der Telenovela Belíssima. 2013 übernahm sie in der auf Erzählungen von Clarice Lispector basierenden Miniserie Helen Palmer em Correio Feminino die Rolle einer Erwachsenen und wird im Cast genannt. Es folgte 2014 die Rolle der Milita in der Fantasy-Telenovela Meu Pedacinho de Chão und 2016 spielte sie sich selbst in der ebenfalls von Rede Globo produzierten Romantikkomödie Totalmente Demais.